# جریان یکنواخت
جریان یکنواخت در مکانیک سیالات و مهندسی هیدرولیک به جریانی گفته می‌شود که مشخصات آن در طول مسیر جریان، ثابت باشد. به بیان ریاضی، جریان یکنواخت با معادلهٔ دیفرانسیل زیر تعریف می‌شود:
{\displaystyle {\frac {\partial y}{\partial x}}=0}
که در آن y عمق جریان در نقطه‌ای با فاصلهٔ x از مبدأ است. جریانی که مشخصات آن در طول مسیر متغیر باشد، جریان غیر یکنواخت نامیده می‌شود.

## شکل‌گیری
اگر در یک مسیر طولانی، مشخصات مقطع و شیب بستر جریان ثابت بماند، جریان به تدریج به حالت تعادل می‌رسد و عمق آن به یک مقدار ثابت میل می‌کند که عمق نرمال نام دارد. در این شرایط، تعادل میان نیروهای مختلفی که بر جریان اثر می‌کنند، وجود دارد. براساس معادلهٔ پایستگی اندازهٔ حرکت، رابطهٔ میان نیروهای وارد بر حجم کنترل بین دو مقطع دلخواه ۱ و ۲ به صورت زیر است:
{\displaystyle F_{p1}-F_{p2}-F_{f}+W\sin \theta =\rho Q(v_{2}-v_{1})}
که در آن، Fp1 و Fp2 فشار وارد بر سیال و v1 و v2 سرعت متوسط جریان در مرز حجم کنترل هستند. هم‌چنین Wsinθ و Ff به ترتیب مؤلفهٔ نیروی وزن در راستای جریان و نیروی اصطکاک بستر و کنارهٔ جریان هستند. با توجه به این که عمق جریان در دو مقطع ۱ و ۲ با یکدیگر برابر است، بنابراین:
{\displaystyle F_{p1}=F_{p2},v_{1}=v_{2}}
در نتیجه معادلهٔ اندازهٔ حرکت برای جریان یکنواخت به صورت زیر ساده می‌شود:
{\displaystyle F_{f}=W\sin \theta }
که با ساده‌سازی آن، فرمول شزی به دست می‌آید:
{\displaystyle V=C{\sqrt {R\sin \theta }}}
که در آن C ضریب شزی و R شعاع هیدرولیکی مقطع هستند.

## معادلهٔ مانینگ
معادلهٔ مانینگ معادله‌ای رایج در تحلیل جریان یکنواخت در کانال باز است که از فرمول شزی استخراج شده‌است. این معادله، به صورت زیر است:
{\displaystyle v={\frac {1}{n}}S^{1/2}R^{2/3}}
که در آن n ضریب زبری مانینگ و S=sinθ شیب بستر کانال است.